# Kim Collins
Kim Collins (San Cristóbal y Nieves, 5 de abril de 1976) es un exatleta sancristobaleño, campeón del mundo de los 100 metros en el Mundial de 2003 en París.

## Biografía
En los Juegos Olímpicos de Sídney 2000 alcanza su primera final olímpica, la de los 100 metros, en donde termina séptimo. Al año siguiente, ganó en el Campeonato Mundial de Edmonton su primera medalla, consiguiendo el bronce en la final de los 200 metros.
En el Campeonato Mundial de París consiguió el mayor triunfo de su carrera. Con el campeón olímpico y mundial Maurice Greene eliminado en las semifinales, la final estaba abierta. En una carrera muy reñida, donde los cuatro mejores atletas terminaron en una distancia de 0,02 segundos, Collins ganó con un tiempo de 10,07 s y se convirtió en el primer campeón mundial de San Cristóbal y Nieves.
En los Juegos Olímpicos de 2004 en Atenas, Collins nuevamente llegó a la final de los 100 metros, terminando sexto. En el Campeonato Mundial de Helsinki del año 2005, Collins ganó una medalla de bronce en los 100 m por detrás de Justin Gatlin y Michael Frater.
Collins se clasificó para la final de los 200 metros en el Juegos Olímpicos de Pekín 2008 y terminó en sexto lugar.
Ganó dos medallas de bronce en el Campeonato Mundial de 2011 en Daegu, la primera en los 100 metros tras la descalificación de Usain Bolt, y la segunda 4 x 100 m con la selección de su país.

## Marcas personales
| Evento                     | Fecha                 | Lugar                        | Tiempo |
| -------------------------- | --------------------- | ---------------------------- | ------ |
| 50 metros (pista cubierta) | 10 de febrero de 2009 | Liévin, Francia              | 5.75   |
| 55 metros (pista cubierta) | 24 de febrero de 2001 | Reno, Nevada, Estados Unidos | 6.24   |
| 60 metros (pista cubierta) | 17 de febrero de 2015 | Lódz, Polonia                | 6.47   |
| 100 metros                 | 29 de mayo de 2016    | Bottrop, Alemania            | 9.93   |
| 200 metros                 | 9 de agosto de 2001   | Edmonton, Canadá             | 20.20  |